# Кючюк, Ялчин
Ялчин Кючюк (тур. Yalçın Küçük, род. 1938) — турецкий писатель

, экономист, философ

 и историк марксистского толка. Специалист по истории позднего периода Османской империи, известен также своей критикой Партии справедливости и развития. Привлекался по делу «Эгенекон».

## Биография
Родился в Искендеруне, его отец был туркоманом, а мать — происходила из рода выходцев с Кавказа. Окончил лицей Кабаташ, затем поступил в Анкарский университет. В 1960 году окончил его со степенью в области политологии.
Работал в организации государственного планирования. С 1966 года — в Ближневосточном техническом университете. Был уволен после государственного переворота 1971 года. Перед этим публиковался в левых изданиях «Yön», «Emek» и «Ant», призывал к «социалистической революции» в Турции и установлению «социалистического правительства», критиковал стратегию «Национально-демократической революции» (тур. Milli Demokratik Devrim).
В 1973 году получил должность офицера запаса артиллерийской школе Полатлы. Затем вёл экономическую рубрику в газете «Cumhuriyet» и издании «Anka News Agency».
После этого занимал должность главного редактора «Yürüyüş», принимал участие в деятельность Рабочей партии Турции. В 1978 году был исключён из неё, через год стал одним из создателей журнала «Власть социализма» (тур. Sosyalist İktidar).
С 1979 года преподавал в Анкарском университете, но был уволен после переворота 1980 года. Затем преподавал в университете Гази, уволился в 1987 году.
После увольнения писал для изданий «Toplumsal Kurtuluş» и «Hep İleri». В 1993 году взял интервью у лидера Рабочей партии Курдистана Абдуллы Оджалана. После этого были опубликованы фотографии, на которых Оджалан устраивает Кючюку тур по лагерю, а также обедает с ним.
В 1990-х годах эти фотографии публиковались в книгах Кючюка, а также редактируемых им журналах. В ответ на обрушившуюся на него после публикации интервью и фотографий критику Кючюк заявил, что эти фотографии не являются секретом, как и причиной для стыда, а контакты с РПК связаны с тем, что он как политолог лишь анализировал самое мощное, по его мнению, восстание против Турецкой Республики. Курдские политические организации заявили, что в ходе контактов с РПК Кючюк «кемализировал» Оджалана, убеждая его отказаться от сепаратистских идей.
В 1993 году в знак протеста против президента Турции Сулеймана Демиреля эмигрировал во Францию, но вернулся в 1997 году после очередного военного переворота. После возвращения был обвинён в пропаганде сепаратизма в ходе интервью с Оджаланом и приговорён к двум годам тюремного заключения. После этого недолгое время вёл на «Sky Türk» шоу «Карандаши и мечи» (тур. Kalemler ve Kılıçlar), но оно вскоре было закрыто по требованию правительства и бывшего начальника Генштаба Яшара Бююканыта.
В 2009 году привлекался по делу организации Эргенекон. Находился в заключении 682 дня, освобождён в декабре 2012 года.